# Мозер, Майнхард Михаэль
Майнхард Михаэль Мозер (нем. Meinhard Michael Moser; 1924—2002) — австрийский миколог, один из самых влиятельных микологов-систематиков XX века.

## Биография
Майнхард М. Мозер родился 13 марта 1924 года в Инсбруке в семье учителя Йозефа Мозера и дочери ботаника Эмиля Иоганна Ламберта Хайнрихера Маргареты. С детства, находясь под влиянием Хайнрихера, Майнхард интересовался растениями и грибами. В 1942 году Мозер поступил в Инсбрукский университет. В 1943 году он попал в плен и был отправлен в лагерь для военнопленных в Крыму. В 1948 году Мозер продолжил обучение в Инсбрукском университете и в 1950 году получил степень доктора под руководством профессора Артура Пизека.
В 1951 году Мозер получил возможность изучать микологию в лаборатории в Оксфорде, где познакомился со множеством английских микологов. По возвращении из Англии он стал работать в Федеральном институте лесничества в Имсте. В 1953 году Мозер выпустил первое издание монографии грибов Центральной Европы, Die Blätter und Bauchpilze. С 1956 года он преподавал в Инсбрукском университете, в 1964 году став адъюнкт-профессором.
В 1972 году был основан Институт микробиологии, главой которого был назначен профессор Мозер. Под его руководством степень доктора получили более 60 учеников.
В 1991 году Майнхард Мозер ушёл на пенсию и продолжил изучение грибов, сфокусировавшись на роде Паутинник.
30 сентября 2002 года Майнхард Михаэль Мозер скончался в Инсбруке.

## Некоторые научные работы
- Moser, M. (1955). Kleine Kryptogamenflora von Mitteleuropa. Basidiomyceten. IIB. Die Röhrlinge, Blätter- und Bauch pilze (Agaricales und Gasteromycetales). ix + 327 pp., 17 figs. Germany, Stuttgart; Gustav Fischer.
- Moser, M. (1963). Ascomyceten (Schlauchpilze). In H. Gams [ed.], Kleine Kryptogamenflora. Keys to Orders, Families, Genera and Species 2A: vi + 147 pp., 7 pls 207 figs. Germany, Stuttgart; G. Fischer.
- Moser, M.; Horak, E. (1975). Cortinarius Fr. und nahe verwandte Gattungen in Südamerika. Nova Hedwigia Beihefte 52: 1—628.

## Роды и некоторые виды, названные в честь М. М. Мозера
- Chromosera Redhead, Ammirati & Norvell, 1995
- Moserella Pöder & Scheuer, 1994
- Conocybe moseri Watling, 1980
- Entoloma moserianum Noordel., 1983
- Gymnopus moseri Antonín & Noordel., 1997
- Hydropus moserianus Bas, 1983
- Hygrocybe moseri Bon, 1976
- Lactarius moseri Harmaja, 1985
- Phaeocollybia moseri Bandala & Guzmán, 1986
- Psilocybe moseri Guzmán, 1995